# Menippo di Gadara
Menippo di Gadara (Gadara, 310 a.C. – Tebe?, 255 a.C.) è stato un filosofo e scrittore greco antico.

## Biografia
Secondo Diogene Laerzio fu uno schiavo di origine fenicia vissuto nel Ponto; dopo aver acquisito la libertà si trasferì a Tebe, dove fu allievo del cinico Metrocle.
Secondo una dubbia tradizione, anch'essa riferita da Diogene Laerzio, Menippo avrebbe accumulato una fortuna prestando denaro a usura, per poi perdere tutto e suicidarsi per la disperazione.

## Opere e influenza
Menippo scrisse opere, tutte perdute, in un misto di prosa e poesia, nelle quali, in stile semiserio (spoudaiogeloion), attaccava le opinioni epicuree e stoiche. Non ci restano, di esse, che i titoli: Evocazione dei morti; Testamenti; Lettere fittizie dagli dei; Contro i fisici, i matematici e i grammatici; Sulla nascita di Epicuro; Arcesilao; Simposio.
I suoi scritti esercitarono una notevole influenza, specie sui dialoghi di Luciano di Samosata, che lo cita spesso e ne fa uno dei suoi protagonisti.
È, inoltre, noto che le satire menippee di Marco Terenzio Varrone, i cui frammenti danno un'idea di un tal genere di imitazione, derivino da Menippo di Gadara.